# Cá bảy màu
Cá bảy màu (danh pháp hai phần: Poecilia reticulata) là một trong những loại cá cảnh nước ngọt phổ biến nhất thế giới. Nó là một thành viên nhỏ của họ Cá khổng tước (Poeciliidae) (con cái dài 2,5–4 cm, con đực dài 2–3 cm) và giống như các thành viên khác của họ cá này, chúng là dạng cá đẻ trứng thai.

## Tên gọi
Có 2 loài được gọi là cá bảy màu:
- Cá bảy màu thường, nội, có thân và vây đuôi nhỏ có tên là cá bảy màu Endler, cá công, cá mây chiều[4]
- Cá bảy màu thân và vây đuôi to, ngoại nhập, còn được gọi là cá hồ lan, cá hà lan, cá hòa lan.

Tuy có cùng dòng giống nhưng thật ra mỗi loài có mỗi yếu tố về hình dáng khác nhau:
| Đặc điểm      | Cá bảy màu Endler                                      | Cá hà lan                                             |
| ------------- | ------------------------------------------------------ | ----------------------------------------------------- |
| Thân          | Thân mảnh                                              | Thân dày hơn để tăng độ chịu đòn và ra đòn            |
| Đầu           | Tỉ lệ đầu và miệng so với thân nhỏ, đầu nhỏ, miệng nhỏ | Chủ yếu đá bằng miệng nên miệng (gọi là mỏ) to và dày |
| Vây (Kì) đuôi | Thướt tha                                              | Cân đối với thân                                      |
| Bó đuôi       | Thướt tha                                              | Cân đối với thân                                      |

## Sinh sản

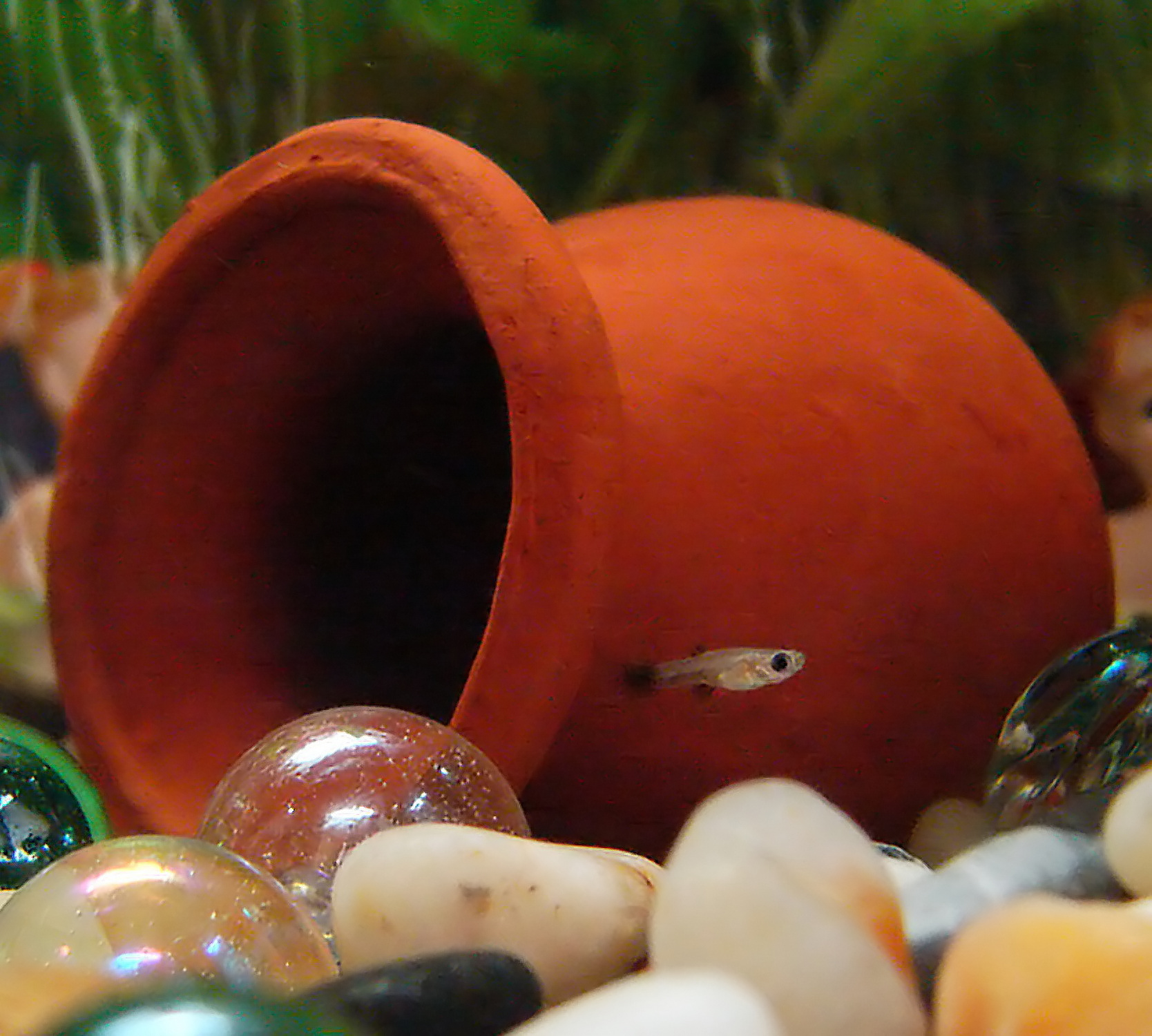
Cá bảy màu non (cá bột) trong bể cảnh, 1 tuần tuổi